# Don Meredith
Joseph Donald Meredith (* 10. April 1938 in Mount Vernon, Franklin County, Texas; † 5. Dezember 2010 in Santa Fe, New Mexico), Spitzname: „Dandy Don“, war ein US-amerikanischer American-Football-Spieler, Sportmoderator und Fernsehschauspieler. Er spielte als Quarterback bei den Dallas Cowboys in der National Football League (NFL).

## Laufbahn

### College
Meredith besuchte in seinem Geburtsort die Highschool und spielte bereits dort American Football. Er erhielt 1957 ein Stipendium an der Southern Methodist University in Dallas und lief zwischen 1957 und 1959 als Starter auf der Position des Quarterbacks für die Southern Methodist University Mustangs, der American Footballmannschaft seines Colleges auf. Ein Bowlspiel konnte er mit seiner Mannschaft nicht erreichen, seine individuellen Leistungen brachten ihm jedoch 1958 und 1959 jeweils die Ernennung zum All-American ein. 61 % seiner Pässe konnten am College gefangen werden. 14 Touchdowns erzielte er durch eigenes Laufspiel, 25 durch Pässe.

### Profi
Meredith wurde 1960 von den Chicago Bears im NFL Draft an 32 Stelle in der dritten Runde gezogen und sofort an die 1960 als Konkurrenz zu den Dallas Texans neu gegründeten Dallas Cowboys abgegeben. Die Bears sicherten sich damit für die Zukunft weitere Draftrechte, die die Cowboys ihnen im Gegenzug für Meredith abgeben mussten. Der Head Coach der Cowboys Tom Landry war im gleichen Jahr verpflichtet worden und hatte mit Meredith den Quarterback gefunden, der in den kommenden neun Jahren seine Mannschaft mit anführen sollte. In den ersten beiden Spieljahren war Meredith zunächst der Ersatzmann für den erfahrenen Eddie LeBaron. 1962 konnte er dann LeBaron verdrängen und wurde der Starter der Mannschaft.
1966 und 1967 konnte Meredith die Mannschaft zweimal in das NFL Championship Game führen, wo man aber jeweils von den Green Bay Packers knapp geschlagen wurde – 1966 mit 34:27 und 1967 im sogenannten Ice Bowl mit 21:17. Überraschend erklärte er 1969 sein Karriereende.
Meredith hält noch heute mit 95 Yards den Vereinsrekord für den längsten Touchdownpass.

## Ehrungen
Meredith spielte dreimal im Pro Bowl, dem Abschlussspiel der besten Spieler einer Saison. 1966 erhielt er den Bert Bell Award. Er ist Mitglied in der College Football Hall of Fame, in der Texas Sports Hall of Fame und ist auf dem Dallas Cowboys Ring of Honor verewigt. Seine Rückennummer wird an seinem College nicht mehr vergeben.

## Nach der Karriere
Meredith arbeitete als Sportmoderator für die ABC und übertrug Footballspiele. Ferner war er als Schauspieler tätig und spielte überwiegend in Fernsehserien mit.

### Filmografie
- 1974: Hochhaus in Flammen
- 1975: Make-Up und Pistolen
- 1975: Luftpiraten
- 1975: Ein Sheriff in New York
- 1976: Lola!
- 1976: Banjo Hackett: Roamin’ Free
- 1976: The Quest
- 1976: SOS in den Wolken
- 1973–1976: Police Story
- 1978: In Texas ist der Teufel los
- 1978: The Courage and the Passion
- 1979: Express to Terror
- 1979: Supertrain
- 1979: Undercover with the KKK
- 1980: Die Nacht, als der Terror tobte
- 1981: Die Bestie von nebenan
- 1987: Los Angeles Police: Mord auf dem Freeway
- 1990: Sale Away
- 1990: Der Nachtfalke
- 1994: Wyatt Earp: Return to Tombstone
- 2002: Three Days of Rain

## Abseits des Spielfelds
Meredith war drei Mal verheiratet. Er lebte in Palm Springs, Kalifornien, und zuletzt in Santa Fe, New Mexico. Er starb an einer intrazerebralen Blutung und ist auf dem Mount Vernon City Cemetery in seiner Geburtsstadt beerdigt.